# Монтара
Монтара (на испански: Montara) е град в окръг Сан Матео, района на залива на Сан Франциско, щата Калифорния, САЩ. Намира се на около 32 km южно от гр. Сан Франциско и на 80 km северно от гр. Санта Круз. Най-близките населени места са градовете Пасифика, Мос Бийч, Ел Гранада и Халф Мун Бей.

## Население
Монтара е с население от 2950 души (2000).

## География
Общата площ на Монтара е 10,20 км2 (3,90 мили2). Градът е разположен на крайбрежието на Тихия океан.

## Забележителности
Монтарският фар е изграден на нос Монтара. През 1875 е инсталиран звуков сигнал за мъгла след като през 1872 в скалите се разбива британският кораб „Акулео“.